# Ègion
Ègion (del grec antic: Αἴγιον, llatí: Aegium) o Égio (del grec modern Αίγιο) és una ciutat del nord-est d'Acaia, Grècia, amb una població de 20.422 habitants en 2011. Pertany a la unitat municipal del seu mateix nom i al municipi d'Egialea.
Té muntanyes en la part sud. La ciutat s'assenta en terra cultivable que cobreix més d'una cambra de la comunitat. Els monts Panaqueu i Erimant es poden veure en comptades ocasions. La població s'anomenà Βοστίτσα (Vostítsa) a partir de l'edat mitjana i fins a 1833, quan s'imposà el nom antic.

## Història
Ègion (grec antic: Αἴγιον, llatí: Aegium) va ser una de les dotze ciutats que van integrar la Lliga Aquea quan es va formar el segle viii aC. Homer l'esmenta al Catàleg de les naus com un dels territoris sota el domini d'Agamèmnon. Estava situada prop de la costa a la vora del Selinunt, al peu d'una muntanya que sobresurt entre dues planes, amb un excel·lent port i riques fonts a la rodalia. El 373 aC va incorporar el territori de la ciutat d'Hèlice, destruïda per un terratrèmol, i va esdevenir la capital de la Lliga, posició que va conservar quan es reconstituí la Lliga el 280 aC.

### Antiguitat
Abans de la fundació de la ciutat, la zona va tenir un assentament neolític.
Segons Pausànias, uns colons aqueus dirigits per Tifó d'Ègion van fundar a Itàlia la ciutat de Caulònia. Diversos atletes d'Ègion van tenir una activitat destacada en els Jocs Olímpics, com Estrató, Atenodor, Lades i altres.
El 373 aC va incorporar el territori de la ciutat d'Hèlice, destruïda per un terratrèmol, i es va convertir en la capital de la Lliga Aquea. Del 330 aC al 281 aC va formar part del Regne de Macedònia. L'any 320 aC Cassandre de Macedònia va conquistar la ciutat, però en el 313 Aristodem, general al servei d'Antígon I Monóftalmos, va posar setge a Ègion i la va conquerir. La ciutat va sofrir llavors el pillatge dels soldats i molts dels seus habitants van ser assassinats.
El 280 aC va ser reconstituïda la Lliga Aquea i Ègion en va formar part, fins que va ser annexada a la República Romana l'any 146 aC, després de la conquesta romana de Grècia.
Pausànias situa a l'interior de la ciutat i a la zona de la costa d'Ègion els temples de Ilitia, Atena i un de comú d'Apol·lo i Àrtemis, santuaris de Asclepi, Àrtemis, Zeus Soter, Afrodita, un de comú de Demèter i Coré, un de Posidó, un altre de Zeus Homagiri, un altre de Demèter Panaquea i un altre de Soteria, a més d'un bosc sagrat d'Hera, un teatre i múltiples estàtues a l'interior dels recintes sagrats i també a l'exterior. Els romans van enderrocar les murades de la ciutat i Ègion va perdre la seva importància.
Va formar part de l'Imperi Romà d'Orient, durant el qual va ser rebatejada com Vostitsa (Βοστίτσα) després de la invasió eslava l'any 805. L'origen del nom ve de l'antic eslau eclesiàstic vosta i vostan, que significa 'ciutat de jardins' 'ciutat jardí'.

### Èpoques franca i otomana
Va caure sota domini franc al segle xiii per més tard passar sota el control de l'Imperi Otomà en 1457, amb dos períodes breus de control venecià entre 1463 i 1470 i entre 1685 i 1715, encara que en totes dues ocasions va tornar a control otomà. Es va produir un terratrèmol el 23 d'agost de 1817; després d'una explosió semblant a una canonada l'aigua del mar va pujar sobrepassant la desembocadura del Selinunt i va arribar fins al nivell de Vostitsa. Les edificacions costaneres (magatzems principalment) van desaparèixer. A Vostitsa van morir 65 persones i dos terços dels edificis van romandre destruïts; cinc llocs de la plana van quedar derruïts. A la zona s'havia produït ja un sisme d'importància el 1748.
Durant la Guerra d'independència de Grècia va ser la primera ciutat alliberada del domini otomà, el 26 de març de 1821. Després d'aquesta guerra va recuperar el seu nom antic d'Ègion (Égio, Αίγιο, en la seva forma demòtica).

### Època moderna
A la zona d'Égio va haver-hi altres terratrèmols superiors a la magnitud 6 de l'escala de Richter en els anys 1861, 1888 i 1889.
Després de la Segona Guerra Mundial i la Guerra Civil Grega, molts edificis es van reconstruir: l'hospital es va obrir al públic i l'economia va seguir creixent, malgrat un terratrèmol en 1955 al centre de la ciutat i un altre en 1995, aquest més fort, que va arrasar tota la zona sud-oest de la ciutat.
Al febrer de 2004, els agricultors de la zona van convocar manifestacions i van bloquejar la GR-8A. Les protestes van durar diverses jornades i les principals autopistes de la zona es van bloquejar dos dies. Durant diversos dies els tractors d'aquest col·lectiu van bloquejar les carreteres i autopistes de la zona.

#### Incendis forestals de 2007

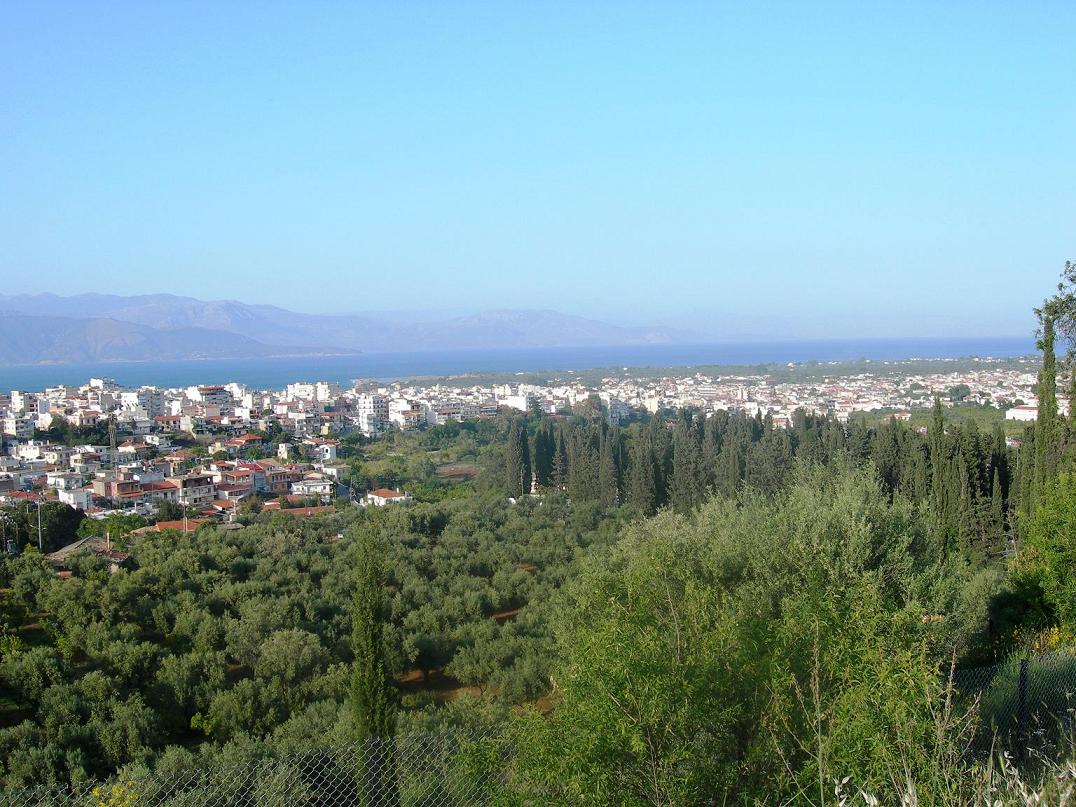
Vista parcial d'Égio.

El 19 de juliol de 2007, al sud d'Égio, un incendi forestal va causar el pànic i perill entre els habitants de la ciutat. Els bombers comptaven amb avions, helicòpters, camions i vehicles d'emergència que van combatre el foc, fins i tot així es van trigar hores a controlar-ho. La població va ser evacuada ràpidament. Les flames de l'incendi superaven els 30 metres, i s'expandia a una velocitat vertiginosa per les muntanyes i la ciutat. El foc va destruir part de la ciutat i va acabar l'endemà.
Sis dies més tard, el 25 de juliol, va haver-hi una forta ona de calor que va afectar la part sud-est del continent i va provocar un foc encara major que l'anterior que va devastar els pobles de la zona com Mavriki, Kounina, Paraskevi, Pyrgaki, Pteri i Koumari, afectant gairebé tota la regió. A Zachloritika, el foc va cremar un terç de la regió.

## Localitats properes
- Myrtia, a l'oest
- Temeni, a l'est

## Comunitats locals dependents de la unitat municipal d'Égio
- Chantzi
- Dafnes
- Digeliotika
- Aigio
- Kouloura
- Koumari
- Kounina
- Mavriki
- Melissia
- Paraskevi
- Pteri o Fteri
- Selinountas
- Temeni
- Valimitika[2]

## Històric de població
| Any  | Comunitat local | Unitat municipal |
| ---- | --------------- | ---------------- |
| 1981 | 20.955          | -                |
| 1991 | 22.178          | 28.903           |
| 2001 | 21.255          | 27.741           |
| 2011 | 20.664          | 26.523           |